# Xã Minneiska, Quận Wabasha, Minnesota
Xã Minneiska (tiếng Anh: Minneiska Township) là một xã thuộc quận Wabasha, tiểu bang Minnesota, Hoa Kỳ. Năm 2010, dân số của xã này là 185 người.